# Владимир Комад
Владимир Комад (Велики Рибари, 1938) је српски вајар.

## Биографија
Рођен је 1938. године у Великим Рибарима. Дипломирао је на Факултету ликовних уметности Универзитета уметности у Београду, где је и магистрирао 1971. Завршио је специјални течај у Београду. Усавршавао се у уметничкој школи у Лондону као стипендиста британске владе у класи професора Ентонија Кароа. Током студија је путовао у Енглеску, Француску, Италију, Совјетски Савез и Мађарску. Члан Удружења ликовних уметника Србије је од 1970, а групе вајара „10 плус” од 1974. и са њима излаже широм Србије. Учествовао је у раду Уметничке колоније Ечке и Аранђеловца. Самостално је излагао у Београду 1972. године, Новом Саду и Зрењанину. Излагао је на групној изложби групе „Јун” у Београду и изложби „Млади београдски вајари” у Зрењанину 1968, Ликовним сусретима у Суботици 1969, изложбама Уметничке колоније Ечке 1969—1971, изложбама УЛУС-а 1970—1974, Октобарском салону 1970—1971, изложбама скулптуре у слободном простору у Београду и изложби југословенског портрета у Тузли 1971, Мајској изложби 1972, изложбама чланова УЛУС-а у Љубљани и Марибору и изложби „Београдска скулптура '72” 1973, изложбама Сталног фонда за унапређење стваралаштва младих уметника ликовних и примењених уметности у Суботици, Сомбору, Бачкој Тополи и Београду 1974. године. Добитник је награде Факултета ликовних уметности Универзитета уметности у Београду на Октобарском салону 1970. и специјалног признања на изложби „Југословенски портрет” у Тузли 1971. Његов споменик композитора Деже се налази у Зрењанину, а радови су изложени у Сталном фонду за унапређење стваралаштва младих уметника ликовних и примењених уметности у Београду и Галерији 73.